# Ángel López
Ángel Domingo López Ruano (Santa Lucía de Tirajana, 10 de março de 1981) é um futebolista espanhol que atua como lateral-direito. Atualmente, joga pelo Las Palmas.